# Ranunculus ampelophyllus
Ranunculus ampelophyllus là một loài thực vật có hoa trong họ Mao lương. Loài này được Somm. & Levier miêu tả khoa học đầu tiên năm 1894.